# Te wo Tatake
Te wo Tatake (手をたたけ?) è un brano musicale del gruppo musicale giapponese Nico Touches the Walls, pubblicato come loro nono singolo il 17 agosto 2011. Il brano è incluso nell'album Humania, quarto lavoro della band. Il singolo ha raggiunto la quindicesima posizione della classifica Oricon dei singoli più venduti in Giappone.

## Tracce
CD Singolo
1. Te wo Tatake
2. Sokudo
3. Te wo Tatake (Instrumental)
4. Matryoshka (Live)
5. Hologram (Live)
6. Ame no Blues (Live)

## Classifiche
| Classifica (2011) | Posizione più alta |
| ----------------- | ------------------ |
| Giappone (Oricon) | 15                 |